# Russian Railways Cup
La Coppa delle Ferrovie Russe in russo Кубок РЖД?, competizione nota anche come Quadrangolare di Mosca, è stato un torneo quadrangolare amichevole disputatosi a Mosca nel 2007 e nel 2008. Fu istituito per celebrare i 170 anni delle ferrovie russe, dalle quali nel 1936 nacque la Lokomotiv Mosca, uno dei club più conosciuti dell'ex Unione Sovietica.
Il torneo prevedeva due semifinali, una finale per il 3º posto e la finale (che decretava la squadra vincitrice della coppa). La formula prevedeva altresì che, in caso di parità nei 90 minuti regolamentari, si passasse direttamente ai tiri di rigore.

## Edizione 2007

### Squadre partecipanti
- Lokomotiv Mosca
- Milan
- PSV
- Real Madrid

### Semifinali
| Mosca 3 agosto 2007, ore 18.00 CEST | Milan | 0 – 0 | PSV | Stadio Lokomotiv |

| Mosca 3 agosto 2007, ore 20.45 CEST                                                                       | Lokomotiv Mosca | 2 – 5                                            | Real Madrid | Stadio Lokomotiv |
| \| \| \| \| \| 2' Ivanović 21' Traoré \| Marcatori \| 52', 90' Guti 53’ Higuaín 61’ Saviola 91’ Balboa \| |                 |                                                  |             |                  |
| |                 |                                                  |             |                  |
| 2' Ivanović 21' Traoré                                                                                    | Marcatori       | 52', 90' Guti 53’ Higuaín 61’ Saviola 91’ Balboa |             |                  |

### Finale 3º-4º posto
| Mosca 5 agosto 2007, ore 18.00 CEST | Lokomotiv Mosca      | 3 – 3 (d.t.s.)                       | Milan | Stadio Lokomotiv (28.800 spett.) |
| \| \| \| \| \| 17' Simic (aut.) 29' Ivanovic 42' Odemwingie \| Marcatori \| 22’ Kaká 87’ Seedorf 89’ Brocchi \| \| Maminov Korchagin Kontsadelov Asatiani \| Tiri di rigore 4 – 5 \| Oddo Jankulovski Pirlo Nesta Brocchi \| |                      |                                      |       |                                  |
| |                      |                                      |       |                                  |
| 17' Simic (aut.) 29' Ivanovic 42' Odemwingie | Marcatori            | 22’ Kaká 87’ Seedorf 89’ Brocchi     |       |                                  |
| Maminov Korchagin Kontsadelov Asatiani | Tiri di rigore 4 – 5 | Oddo Jankulovski Pirlo Nesta Brocchi |       |                                  |

### Finale
| Mosca 5 agosto 2007, ore 20.30 CEST                                   | Real Madrid | 1 – 2                   | PSV | Stadio Lokomotiv (28.800 spett.) |
| \| \| \| \| \| 58' Saviola \| Marcatori \| 33’ Aissati 44’ Afellay \| |             |                         |     |                                  |
|                                                                       |             |                         |     |                                  |
| 58' Saviola                                                           | Marcatori   | 33’ Aissati 44’ Afellay |     |                                  |

### Miglior marcatore del torneo
- 2 reti: Ivanovic (Lokomotiv Mosca)
- 2 reti: Saviola (Real Madrid)

### Vincitore
| PSV |
| --- |
|     |

## Edizione 2008

### Squadre partecipanti
- Chelsea
- Lokomotiv Mosca
- Milan
- Siviglia

### Semifinali
| Mosca 1º agosto 2008, ore 19.00 CEST                 | Milan     | 0 – 1              | Siviglia | Stadio Lokomotiv (28.800 spett.) |
| \| \| \| \| \| \| Marcatori \| 47’ Gattuso (aut.) \| |           |                    |          |                                  |
|                                                      |           |                    |          |                                  |
|                                                      | Marcatori | 47’ Gattuso (aut.) |          |                                  |

| Mosca 1º agosto 2008, ore 21.15 CEST                      | Lokomotiv Mosca | 1 – 1      | Chelsea | Stadio Lokomotiv (28.800 spett.) |
| \| \| \| \| \| 84' Kambolov \| Marcatori \| 27’ Essien \| |                 |            |         |                                  |
|                                                           |                 |            |         |                                  |
| 84' Kambolov                                              | Marcatori       | 27’ Essien |         |                                  |

### Finale 3º-4º posto
| Mosca 3 agosto 2008, ore 14.00 CEST                                   | Milan     | 0 – 5                               | Chelsea | Stadio Lokomotiv (28.800 spett.) |
| \| \| \| \| \| \| Marcatori \| 3’ Lampard 8', 18', 51', 58’ Anelka \| |           |                                     |         |                                  |
|                                                                       |           |                                     |         |                                  |
|                                                                       | Marcatori | 3’ Lampard 8', 18', 51', 58’ Anelka |         |                                  |

### Finale
| Mosca 3 agosto 2008, ore 16.30 CEST                                 | Lokomotiv Mosca | 0 – 3                             | Siviglia | Stadio Lokomotiv (28.800 spett.) |
| \| \| \| \| \| \| Marcatori \| 4’ Romaric 23’ Koné 82’ Chevantón \| |                 |                                   |          |                                  |
|                                                                     |                 |                                   |          |                                  |
|                                                                     | Marcatori       | 4’ Romaric 23’ Koné 82’ Chevantón |          |                                  |

### Miglior marcatore del torneo
- 4 reti: Anelka (Chelsea)

### Vincitore
| Siviglia |
| -------- |
|          |

## Albo d'oro
| Edizione | Vincitore | 2º posto        | 3º posto | 4º posto        |
| -------- | --------- | --------------- | -------- | --------------- |
| 2007     | PSV       | Real Madrid     | Milan    | Lokomotiv Mosca |
| 2008     | Siviglia  | Lokomotiv Mosca | Chelsea  | Milan           |